# Stefan Hrabec
Stefan Hrabec (ur. 14 stycznia 1912 w Stanisławowie, zm. 25 grudnia 1972 w Łodzi) – polski językoznawca, profesor i rektor Uniwersytetu Łódzkiego.
W 1936 ukończył studia na Uniwersytecie im. Jana Kazimierza we Lwowie. Uzyskał dyplom magistra filozofii w zakresie filologii polskiej. Zajmował się głównie językiem polskim epoki renesansu, toponomastyką i leksykografią, był obok Konrada Górskiego redaktorem Słownika języka Adama Mickiewicza. Doktorat w zakresie filologii polskiej i słowiańskiej uzyskał tuż przed wojną w lipcu 1939. W czasie okupacji niemieckiej brał udział w tajnym nauczaniu. Po wojnie, po krótkim okresie pracy nauczycielskiej w szkolnictwie średnim (dyrektor gimnazjum w Chobrzanach) zostaje powołany na katedrę językoznawstwa polskiego Uniwersytetu Mikołaja Kopernika w Toruniu. W roku 1954 przenosi się na analogiczne stanowisko do Łodzi. Od 1950 kierował zespołem leksykografów w Instytucie Badań Literackich PAN, który pracował nad przygotowaniem Słownika.
Był wykładowcą Uniwersytetu Łódzkiego, pełnił następujące funkcje: kierownik Katedry Języka Polskiego (1953–1970), dziekan Wydziału Filologicznego (1954–1959), prorektor (1959–1962) i rektor Uniwersytetu Łódzkiego (1962–1965). Członek Łódzkiego Towarzystwa Naukowego, Towarzystwa Naukowego w Toruniu, Polskiego Towarzystwa Językowego.

## Najważniejsze prace
Wykaz w oparciu o katalog Biblioteki Narodowej:
- Atlas gwar bojkowskich [wydawany na podstawie zapisów Stefana Hrabca].
- Dzieje języka ukraińskiego w zarysie. Warszawa: Państwowe Wydawnictwo Naukowe, 1956 (współautor).
- Elementy kresowe w języku niektórych pisarzy polskich XVI i XVII w. Toruń: Towarzystwo Naukowe, 1949.
- Łódź jako przedmiot badań naukowych: materiały sesji z dn. 17-18 I 1962 r. Łódź: Państwowe Wydawnictwo Naukowe, 1964 (współredaktor).
- Nazwy dzielnic i okolic Gdańska. Poznań: Instytut Zachodni, 1949.
- Nazwy geograficzne Huculszczyzny. Kraków: Polska Akademia Umiejętności, 1950.
- Słownik ukraińsko-polski, pod red. S. Hrabca, P. Zwolińskiego. Warszawa: Państwowe Wydawnictwo Naukowe, 1957.
- Wiadomości o autorach i dziełach cytowanych w słowniku Lindego. eprints.wbl.klf.uw.edu.pl. [zarchiwizowane z tego adresu (2016-03-07)].. Warszawa: „Wiedza Powszechna”, 1963 (współautor).